# 544

## Esdeveniments
- Salona (Dalmàcia): Belisari engega la campanya per recuperar Itàlia pels romans d'Orient en contra dels avenços dels ostrogots del rei Tòtila.[1]
- Edessa (Osroene): Els perses de l'emperador sassànida Còsroes I assetgen la ciutat sense èxit.[2]

## Necrològiques
1. ↑   The Fall of Ostrogothic Rome and the Justinianic Reconstruction.  Cambridge: Cambridge University Press, 2021, p. 243–299. ISBN 978-1-316-27592-4.
2. ↑  Dohrmann, Natalie B.; Reed, Annette Yoshiko. Jews, Christians, and the Roman Empire: The Poetics of Power in Late Antiquity (en anglès).  University of Pennsylvania Press, 2013-09-13. ISBN 978-0-8122-0857-3.